# Tân Phú (huyện)
Tân Phú là một huyện thuộc tỉnh Đồng Nai, Việt Nam. Hiện nay, thực hiện theo Nghị quyết 74/NQ-CP ngày 07/04/2025 của Chính phủ về Kế hoạch thực hiện sắp xếp đơn vị hành chính và xây dựng mô hình chính quyền địa phương 2 cấp, đồng thời kết thúc hoạt động của cấp huyện trên cả nước. Ngày 01/07/2025, cả nước đã bắt đầu bước vào mô hình chính quyền địa phương 2 cấp, đồng thời kết thúc hoạt động của huyện Tân Phú, thành lập xã mới có tên là xã Tân Phú trên cơ sở sáp nhập các xã Phú Thanh, Phú Xuân, Phú Lộc, Trà Cổ, thị trấn Tân Phú. 

## Địa lý

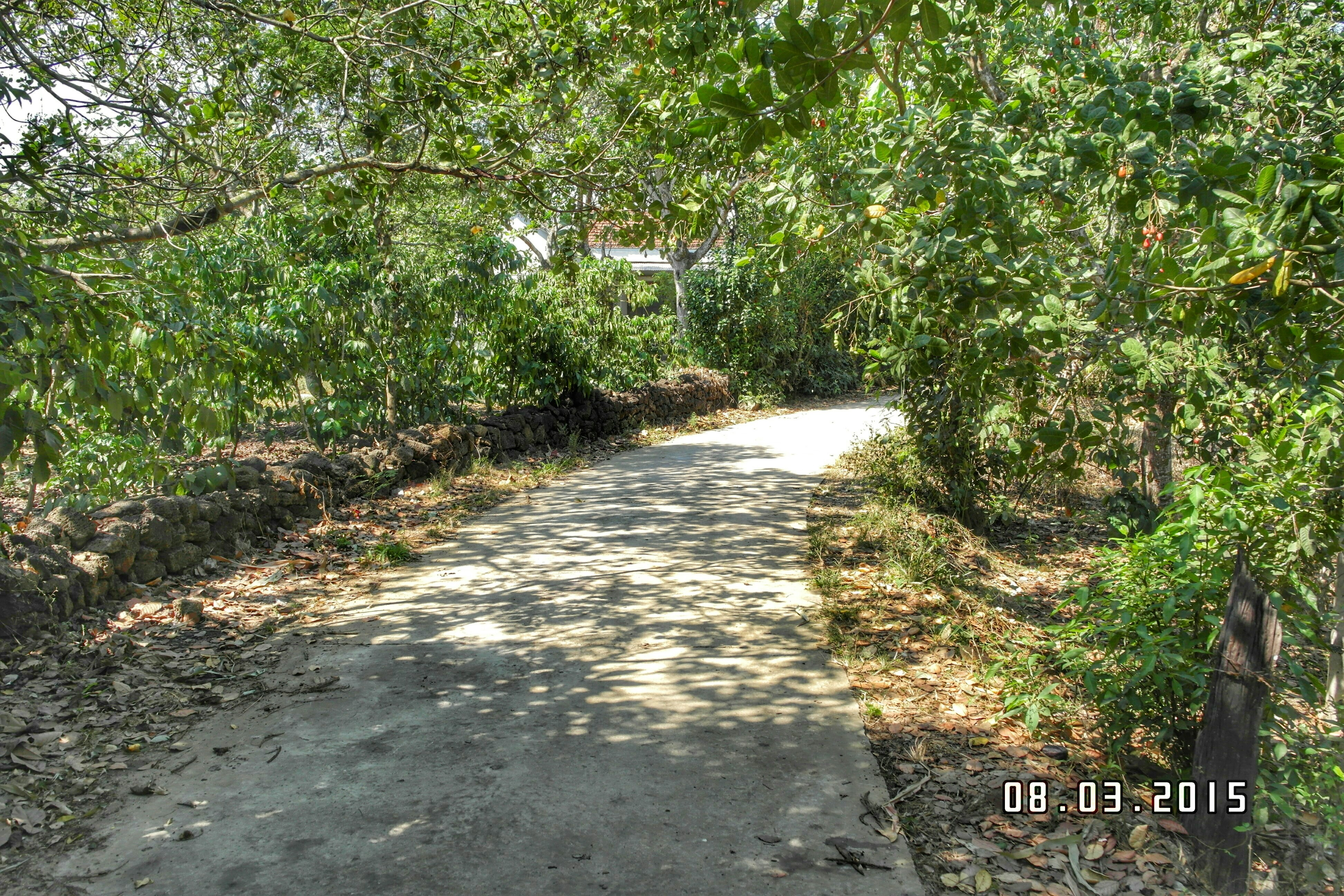
Một con đường nông thôn ở xã Nam Cát Tiên

Huyện Tân Phú nằm ở phía bắc của tỉnh Đồng Nai, có vị trí địa lý:
- Phía đông giáp các huyện Đạ Huoai, tỉnh Lâm Đồng và huyện Đức Linh, tỉnh Bình Thuận
- Phía tây giáp huyện Vĩnh Cửu
- Phía nam và tây nam giáp huyện Định Quán
- Phía bắc giáp huyện Bù Đăng, tỉnh Bình Phước.

Huyện có địa hình trung du miền núi, nhất là ở các xã Nam Cát Tiên, Phú Lâm, Dak Lua, là huyện có địa hình bị chia cắt mạnh mẽ nhất tỉnh Đồng Nai, phía bắc và đông bắc khu vực tiếp giáp với huyện Đạ Huoai, tỉnh Lâm Đồng là vùng cao nguyên thấp với độ cao từ 300–400m, về phía nam và tây nam là vùng đồi thấp hơn từ 100–200m. Là huyện giáp với Tây Nguyên nên phân bố núi rải rác rất nhiều, có nhiều ở phía bắc và thưa dần về phía Nam.
Huyện lỵ là thị trấn Tân Phú nằm trên quốc lộ 20, cách thành phố Biên Hòa 110 km về hướng đông bắc và cách Thành phố Hồ Chí Minh 140 km.
Huyện có diện tích 802,4 km² (phần lớn là diện tích rừng Cát Tiên) và dân số năm 2019 là 170.670 người.
Đây cũng là địa phương có dự án Đường cao tốc Dầu Giây – Đà Lạt đi qua đang được xây dựng.

## Hành chính
Huyện Tân Phú có 16 đơn vị hành chính cấp xã trực thuộc, bao gồm thị trấn Tân Phú (huyện lỵ) và 15 xã: Đắc Lua, Nam Cát Tiên, Phú An, Phú Bình, Phú Điền, Phú Lâm, Phú Lập, Phú Lộc, Phú Sơn, Phú Thanh, Phú Thịnh, Phú Xuân, Tà Lài, Thanh Sơn, Trà Cổ.

## Lịch sử
Huyện Tân Phú có một lịch sử lâu đời. Thời Việt Nam Cộng hòa, vùng đất hai huyện Tân Phú và Định Quán ngày nay là địa bàn quận Định Quán, tỉnh Long Khánh. Quận Định Quán khi đó gồm 4 xã: Định Quán, Đồng Hiệp, Phương Thọ, Chánh Hưng; trong đó địa bàn huyện Tân Phú ngày nay thuộc các xã Phương Thọ (gồm các ấp Phương Lâm, Thọ Lâm, Mán 5 sao trắng), Đồng Hiệp (gồm các ấp: Trà Cổ, Phước Lâm, Lộc Lâm), ngoài ra còn có 23 xóm thôn người Thượng rải rác.
Về phía chính quyền cách mạng, tháng 10 năm 1973, Trung ương cục miền Nam lập tỉnh căn cứ Tân Phú gồm 4 huyện: Định Quán, Độc Lập, Tân Uyên, Phú Giáo. Đến tháng 10 năm 1974, chuyển 2 huyện Tân Uyên, Phú Giáo về tỉnh Thủ Dầu Một; tỉnh Tân Phú còn lại 2 huyện Định Quán và Độc Lập.
Sau năm 1975, tỉnh Tân Phú được đổi thành huyện Tân Phú, tỉnh Đồng Nai, gồm 13 xã: Phú Bình, Phú Cường, Phú Điền, Phú Hiệp, Phú Hoa, Phú Hòa, Phú Lâm, Phú Lập, Phú Lộc, Phú Lý, Phú Ngọc, Phú Thanh và Phú Túc.
Ngày 17 tháng 1 năm 1984, chuyển xã Phú Hiệp thành thị trấn Phú Hiệp (từ năm 1985 đổi thành thị trấn Định Quán), thành lập một xã mới lấy tên là xã Suối Nho.
Ngày 12 tháng 2 năm 1987, chuyển xã Phú Lý về thị xã Vĩnh An (nay là huyện Vĩnh Cửu) quản lý.
Huyện Tân Phú còn lại thị trấn Định Quán (huyện lị) và 12 xã: Phú Bình, Phú Cường, Phú Điền, Phú Hoa, Phú Hòa, Phú Lâm, Phú Lập, Phú Lộc, Phú Ngọc, Phú Thanh, Phú Túc, Suối Nho.
Năm 1988, thành lập 4 xã: Dak Lua, Nam Cát Tiên, Núi Tượng và Phú An thuộc vùng kinh tế mới.
Cuối năm 1990, huyện Tân Phú bao gồm thị trấn Định Quán và 16 xã: Đắk Lua, Nam Cát Tiên, Núi Tượng, Phú An, Phú Bình, Phú Cường, Phú Điền, Phú Hoa, Phú Hòa, Phú Lâm, Phú Lập, Phú Lộc, Phú Ngọc, Phú Thanh, Phú Túc, Suối Nho.
Ngày 10 tháng 4 năm 1991, tách thị trấn Định Quán và 6 xã: Phú Cường, Phú Hoa, Phú Hòa, Phú Ngọc, Phú Túc, Suối Nho để thành lập huyện Định Quán.
Huyện Tân Phú còn lại 10 xã: Dak Lua, Nam Cát Tiên, Núi Tượng, Phú An, Phú Bình, Phú Điền, Phú Lâm, Phú Lập, Phú Lộc và Phú Thanh.
Ngày 15 tháng 9 năm 1992, chia xã Phú Lộc thành 2 xã: Phú Lộc, Trà Cổ và thị trấn Tân Phú (thị trấn huyện lỵ).
Ngày 29 tháng 8 năm 1994, Chính phủ ban hành Nghị định số 109-CP về việc:
- Chia xã Phú Bình thành 3 xã: Phú Bình, Phú Sơn và Phú Trung
- Chia xã Phú Lộc thành 2 xã: Phú Lộc và Phú Thịnh
- Chia xã Phú Thanh thành 2 xã: Phú Thanh và Phú Xuân
- Chia xã Phú Lập thành 2 xã: Phú Lập và Tà Lài
- Chia xã Phú Lâm thành 2 xã: Phú Lâm và Thanh Sơn.

Huyện Tân Phú có 1 thị trấn và 17 xã.
Ngày 28 tháng 9 năm 2024, Ủy ban Thường vụ Quốc hội ban hành Nghị quyết số 1194/NQ-UBTVQH15 về việc sắp xếp đơn vị hành chính cấp xã của tỉnh Đồng Nai giai đoạn 2023 – 2025 (nghị quyết có hiệu lực từ ngày 1 tháng 11 năm 2024). Theo đó:
- Sáp nhập xã Phú Trung vào xã Phú Sơn.
- Sáp nhập xã Núi Tượng vào xã Nam Cát Tiên và xã Phú Lập.

Huyện Tân Phú có 1 thị trấn và 15 xã như hiện nay.

## Văn hóa
Trên địa bàn huyện có Vườn quốc gia Cát Tiên đã được UNESCO công nhận là khu dự trữ sinh quyển thế giới.